# Alanís
Pour les articles homonymes, voir Alanis.

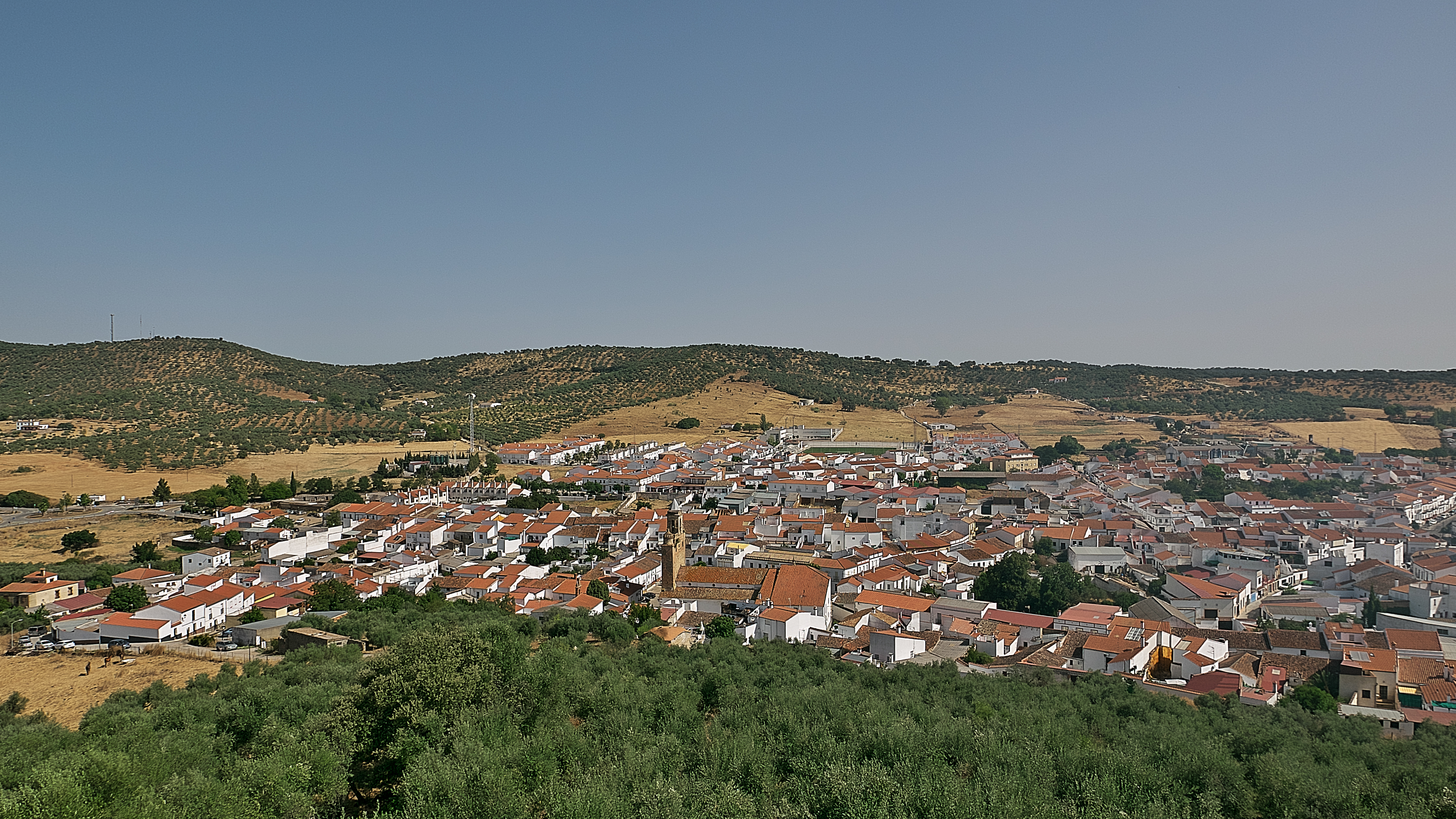

Alanís est une commune d’Espagne, dans la province de Séville, communauté autonome d’Andalousie.

## Administration
| Période                                  | Période | Identité | Étiquette | Qualité |
| ---------------------------------------- | ------- | -------- | --------- | ------- |
| N/A                                      | N/A     | N/A      | N/A       | Maire   |
| Les données manquantes sont à compléter. |         |          |           |         |

## Démographie
| 1996  | 1998  | 1999  | 2000  | 2001  | 2002  | 2003  | 2004  | 2005  |
| ----- | ----- | ----- | ----- | ----- | ----- | ----- | ----- | ----- |
| 2 108 | 2 047 | 2 038 | 2 014 | 2 030 | 2 009 | 1 984 | 1 974 | 1 937 |

| 2006  | 2007  | 2008  | - | - | - | - | - | - |
| ----- | ----- | ----- | - | - | - | - | - | - |
| 1 890 | 1 887 | 1 891 | - | - | - | - | - | - |

## Villes voisines
| Guadalcanal | Malcocinado          |                        |
|             | Alanís               |                        |
|             | Cazalla de la Sierra | San Nicolás del Puerto |